# Dekanat Koziegłowy
Dekanat Koziegłowy – jeden z 36 dekanatów archidiecezji częstochowskiej. Znajduje się w regionie zawierciańskim. Składa się z 8 parafii:
1. Cynków – parafia św. Wawrzyńca w Cynkowie
2. Gniazdów – parafia Najświętszego Serca Jezusowego w Gniazdowie
3. Koziegłówki – parafia św. Antoniego Padewskiego w Koziegłówkach
4. Koziegłowy – parafia św. Marii Magdaleny
5. Lgota-Mokrzesz – parafia św. Jana Chrzciciela w Lgocie-Mokrzeszy
6. Pińczyce – parafia św. Michała Archanioła w Pińczycach
7. Siedlec Duży – parafia Podwyższenia Krzyża Świętego w Siedlcu Dużym
8. Winowno – parafia Zesłania Ducha Świętego w Winownie